# Текстильщики (платформа)
Тексти́льщики — остановочный пункт Курского направления Московской железной дороги в Москве. Открыт в 1894 году.
Является остановочным пунктом линии МЦД-2 Московских центральных диаметров.

## Сообщение
Имеется беспересадочное прямое сообщение на Рижское направление.
Пассажирское сообщение осуществляется электропоездами. Время движения с Курского вокзала 15 минут. Беспересадочное сообщение осуществляется (самые дальние точки на август 2019 года): на север до станции Шаховская, на юг до станции Тула-1-Курская.
С 21 ноября 2019 года в связи с открытием МЦД-1 транзитное движение с Курского на Смоленское направление приостановлено.

## Характеристика
Является пересадочной на станцию метро «Текстильщики».
Для пассажиров используются две боковые платформы. На обеих платформах в 2000 году установлены турникеты для прохода пассажиров.
Ранее имела статус станции. До 1925 года носила название Чесменка (Чесменская).
Вдоль платформ с западной стороны проходят два пути соединительных ветвей № 15, 16 с Малым кольцом МЖД, примыкающих к данному направлению южнее на станции Люблино-Сортировочное.

## Выходы
Платформа 1: выход в западный вестибюль станции метро Текстильщики, а через него на Шоссейную, Люблинскую улицы, улицу Коломникова, Волгоградский проспект.
Платформа 2: выход в западный вестибюль (работает только на выход) станции метро Текстильщики: к Шоссейной улице и улице Коломникова, наземный выход к Люблинской улице и Волгоградскому проспекту.

### Надземный переход
Переход проходил от чётной стороны Люблинской улицы к платформе на Москву и платформе на Серпухов. Также можно было перейти к Шоссейной улице. Позже в сентябре 2000 года был снесён из-за введения турникетов.

## Наземный общественный транспорт
На этой станции можно пересесть на следующие маршруты городского пассажирского транспорта:
- Автобусы: м77, м79, 54, 74, 74к, 228, 234, 350, 405, 438, 530, 703, 725, 731, 765, с790, с799, Вк, Вч, т27, т38, н5